# Samuel Baud-Bovy
Pour les articles homonymes, voir Baud-Bovy.
Samuel Baud-Bovy, né le 27 novembre 1906 à Genève et mort le 2 novembre 1986 à Genève, est un musicien, ethnomusicologue, néohelléniste, professeur universitaire et homme politique suisse.

## Biographie

### Famille
Samuel Baud-Bovy est le fils de Daniel Baud-Bovy, historien d'art et écrivain, et de Jeanne-Catherine Barth, pianiste, et le petit-fils du peintre Auguste Baud-Bovy. En 1934 il épouse Lyvia Angst (1912-1984), fille du sculpteur, dessinateur et peintre Carl Angst, avec laquelle il aura deux enfants, Manuel et Françoise.
Une de ses sœurs, Bilili (Marie-Louise) Baud-Bovy, cantatrice qui  a donné des récitals de chant dans divers pays, eut une liaison de plusieurs années avec Panaït Istrati, en compagnie duquel et de Níkos Kazantzákis elle fit un voyage en URSS, dont le récit écrit par la veuve de ce dernier a été publié à titre posthume . Une autre sœur, Valentine, a épousé Henri Boissonnas, fils du photographe Fred Boissonnas.

### Études
Parallèlement à des études de lettres classiques, Samuel Baud-Bovy étudie le violon et le piano à Genève, puis la composition et la musicologie à Vienne (hiver 1926-1927) et Paris (1928-1929), avec Guido Adler, Paul Dukas et André Pirro. Il travaille la direction d'orchestre avec Felix Weingartner à Bâle et Hermann Scherchen à Genève. Ayant suivi à Paris les cours de grec moderne d'Hubert Pernot à la Sorbonne, il part en Grèce en 1929 comme boursier de la fondation Lambrakis-Maunoir, qui créait à la Faculté des lettres de l'Université de Genève un enseignement de grec moderne. Il rencontre à Athènes écrivains et artistes grecs et y étudie la musique byzantine.

### L'ethnomusicologue
De 1930 à 1931, il se consacre à la recherche musicologique sur le terrain, dans le  Dodécanèse, alors sous mandat italien, où il note paroles et musique de nombreuses chansons populaires. Il effectuera en 1954 une nouvelle campagne musicologique, en Crète cette fois. On peut entendre les enregistrements et voir des photos de cette campagne au Musée des instruments anciens de musique d'Athènes, aux pieds de l'Acropole.

### Le néohelléniste
En 1931, de retour à Genève, il est nommé chargé de cours, puis, en 1942, professeur de langue et de littérature grecques modernes à l'Université de Genève (1942-1958).
En 1938, il consacre  un article prémonitoire à Georges Séféris, en 1940 il est le premier à présenter au public occidental et à traduire Odysseas Elytis. Ces deux poètes, alors inconnus en dehors d'un cercle d'initiés, même en Grèce, allaient voir leur œuvre couronnée par le prix Nobel de littérature, en 1963 et 1979. En 1946, il présente Andreas Calvos, Dionýsios Solomós, Kostís Palamás, Constantin Cavafy et Ángelos Sikelianós, avec des traductions d'extraits de leurs poèmes. Suivent des travaux qui ont valeur de référence sur des sujets aussi variés que l'hymnographie de l'Église d'Orient, la ballade médiévale et sa tradition orale, l'existence d'un théâtre religieux à Byzance, la genèse de la première traduction néogrecque du Nouveau Testament, l'aspect verbal en grec moderne.

### L'homme politique
Il est élu hors partis à l'exécutif de la Ville de Genève (1943-1947), il est délégué à la culture et aux Beaux Arts: engagement à l'année des musiciens de l'Orchestre de la Suisse romande, rénovation du Grand Théâtre et du Victoria Hall, création avec Constantin Brăiloiu des Archives Internationales de Musique Populaire, construction du Muséum d'Histoire Naturelle, création en 1947 d'un "Prix de la Ville de Genève", attribué tous les quatre ans (et qui lui sera remis en 1975), initiateur de la "maturité artistique", introduite en 1969.

### Le musicien
Mais c'est à la musique, et en particulier à la direction d'orchestre, que Samuel Baud-Bovy a consacré l'essentiel de son activité. Dès 1933 il prend en mains la classe d'orchestre du Conservatoire de musique de Genève ; en 1942, il y ouvre un cours de direction d'orchestre, que suivront, parmi d'autres élèves, Michel Tabachnik, Charles Dutoit, Hubert-Moty Borgel.
Membre du Conseil international de la musique de l'UNESCO, il préside de 1955 à 1960 l'Association des Musiciens Suisses. En 1947, il est nommé directeur adjoint du Conservatoire, puis directeur de 1957 à 1970. Il y introduit les assurances sociales pour les professeurs, de grands cours d'interprétation musicale (avec, entre autres, Arthur Grumiaux, Vlado Perlemuter, Pierre Fournier, Nikita Magaloff, Graziella Sciutti, Gérard Souzay) et d'art dramatique (Béatrix Dussane), une section professionnelle de niveau universitaire, et il œuvre à la création dans les collèges genevois d'un baccalauréat artistique et à une réforme du statut des écoles genevoises de musique (Conservatoire, Conservatoire populaire et Institut Jaques-Dalcroze). Il organise de nombreux spectacles avec les élèves du Conservatoire, tant musiciens que danseurs et acteurs.  Il traduit en français et crée en Suisse Let's Make an Opera de Benjamin Britten.
Il dirige, le plus souvent avec l'Orchestre de la Suisse romande, des centaines de concerts, avec de grands solistes, parmi lesquels David Oistrakh, Clara Haskil et Dinu Lipatti.
De 1938 à 1977 il est à la tête, à Genève, de la Société de Chant Sacré, faisant alterner les grandes œuvres classiques de la musique sacrée, des œuvres méconnues de compositeurs comme Bach, Mozart ou Schumann et des créations et premières auditions de compositeurs suisses (entre autres, Ernest Bloch et Arthur Honegger). Il dirige en particulier la création mondiale en 1950 du Golgotha de Frank Martin à Genève, puis Zurich et Paris. Dès 1938, il dirige de nombreux opéras, entre autres de Bizet, Gounod, Donizetti, Gluck (Orphée et les Iphigénie), Mozart (tous les grands opéras, entre autres un Idoménée, avec Luciano Pavarotti dans le rôle-titre, et la création en concert de Thamos roi d'Égypte). Il faut encore mentionner la deuxième audition mondiale et la création en français de The Rake's Progress en présence d'Igor Stravinsky (mai 1952) et pour le vingtième anniversaire du Concours international d'exécution musicale de Genève un Così fan tutte avec d'anciens lauréats, en octobre 1959). En 1957 il dirige Les Muses galantes de Jean-Jacques Rousseau, dont il avait reconstitué la partition sur la base des parties séparées déposées au musée de l'Abbaye de Chaalis.
Rousseau a d'ailleurs été pour Samuel Baud-Bovy un sujet d'intérêt constant. De 1960 à 1986, il lui a consacré neuf études, réunies et présentées après sa mort par J.-J. Eigeldinger (sur les diverses raisons de la polémique entre Rameau et Rousseau ; sur le débat entre musique française et musique italienne ; sur les origines de la présentation du Ranz des vaches dans le Dictionnaire de musique ; sur le récitatif à la française).  Ses commentaires sur la musique antique dans le Dictionnaire de musique de Rousseau, parus en 1995 à Paris  dans la Bibliothèque de la Pléiade, apportent des conclusions nouvelles sur Rousseau exégète de la musique antique.
Comme tous les lauréats du Prix de la Ville de Genève, Samuel Baud-Bovy est enseveli au Cimetière des Rois à Plainpalais.

## Ouvrages
- La chanson populaire grecque du Dodécanèse, Paris, 1936.
- La jeune poésie grecque, Lausanne, 1940.
- Poésie de la Grèce moderne, Lausanne, 1946.
- Études sur la chanson cleftique, Athènes, 1958 (avec la transcription de 17 chansons lyrico-narratives enregistrées par la maison de disques Pathé en 1930).
- Chansons populaires de Crète Occidentale, Genève, 1972.
- Essai sur la chanson populaire grecque, Nauplie, 1983.
- Jean-Jacques Rousseau et la musique, Neuchâtel, 1988.
- Chansons aromounes de Thessalie, Thessalonique, 1990.
- Μουσική καταγραφή στην Κρήτη 1953-1954, Athènes, 2006.
- Journal du Dodécanèse (1930-1931), Rhodes, 2019 (Ed. par Lambros Liavas, avec traduction grecque par Georgia Zakopoulou).